# Vlastimil Chytrý
Vlastimil Chytrý (* 30. dubna 1980) je český fotbalový trenér a bývalý fotbalový útočník. Žije v Kroměříži. V sezoně 2014/2015 trénoval mužstvo SK Hanácká Slavie Kroměříž v MSFL se kterým skončil na 2. místě tabulky. Dále jako trenér působil v týmu FK Bystřice pod Hostýnem a v týmu FK Kozlovice účastníka Divize E. V sezoně 2023 /2024 působil jako hlavni trenér účastníka krajského Zlínského přeboru týmu FC Kvasice se kterým získal Double v podobě postupu do Divize skupiny E a vítězství v Poháru Hejtmana Zlínského Kraje.Od roku 2018 pracuje jako Sportovní Manager ve fotbalové agentuře Top Sport Management, kterou vlastní hráčský Agent Martin Hrdlička  

## Hráčská kariéra
Začínal v Pilaně Zborovice, v mládežnických kategoriích hrál ve Slovácké Slavii Uherské Hradiště a Zlíně. Dále pak působil v mládežnických Reprezentačních výběrech od U15 až do kategorie U20. Ve svých dvaceti letech podstoupil svou první operaci kolene křížového vazu.
V nejvyšší soutěži zasáhl vinou vážných zranění kolen jen do 5 utkání v dresu Drnovic (13.09.1998–12.04.2002). Druhou nejvyšší soutěž hrál za Zlín, Kroměříž a Přerov. V nižších soutěžích nastupoval za HS Kroměříž, FC Viktoria Otrokovice, SK Hranice a Těšnovice.
Vrcholovou hráčskou kariéru mu končilo osm operací kolene.

### Ligová bilance
| Ročník                      | Zápasy | Góly | Minuty | Klub              |
| --------------------------- | ------ | ---- | ------ | ----------------- |
| II. liga 1997/98            | 10     | 0    | –      | FK Svit Zlín      |
| I. liga 1998/99             | 3      | 0    | -      | FC Petra Drnovice |
| II. liga 1998/99            | 15     | 1    | –      | FK HK Přerov      |
| I. liga 1999/00             | 2      | 0    | -      | FC Petra Drnovice |
| II. liga 2005/6             | 7      | 3    | -      | SK HS Kroměříž    |
| CELKEM I. LIGA (1998–2002)  | 5      | 0    | -      |                   |
| CELKEM II. LIGA (1998–1999) | 32     | 4    | –      |                   |

## Trenérská kariéra
Po skončení hráčské kariéry se stal trenérem. Byl hrajícím trenérem Těšnovic, dále vedl Chropyni, Kroměřížské dorostence (U19). Následně trénoval v sezoně 2014/2015 Hanáckou Slavii Kroměříž Muže v sezoně se umístil na 2. místě tabulky MSFL . V sezoně 2016/17 trénoval mužstvo FK Bystřice pod Hostýnem v Přeboru Zlínského kraje. Zatím poslední trenérské angažmá měl u týmu FK Kozlovice účastníka Divize E.